# Église Santa Teresa a Chiaia
 (juillet 2020).
L'église Santa Teresa a Chiaia (Sainte-Thérèse-de-Chiaia) est une église baroque de Naples, donnant via Vittoria Colonna, dans le quartier de Chiaia. Elle est consacrée à sainte Thérèse d'Avila et dépend de l'archidiocèse de Naples. Elle est toujours desservie par l'ordre du Carmel.

## Histoire
Une première petite église a été fondée en 1625, par le gentilhomme Rutilio Collasino, sous le nom de Santa Teresa a Plaggie avec son couvent de carmes déchaux. Grâce à la générosité des Napolitains, en premier lieu à une dame de la noblesse, Isabella Mastrogiudice, l'église actuelle a été conçue par l'architecte Cosimo Fanzago entre 1650 et 1662, dans un quartier en pleine expansion, et consacrée en 1664. Le couvent devient un noviciat de carmes déchaux. Le tremblement de terre de 1688 lui inflige des dommages et elle est encore réaménagée, jusqu'en 1725.

## Description

### Extérieur

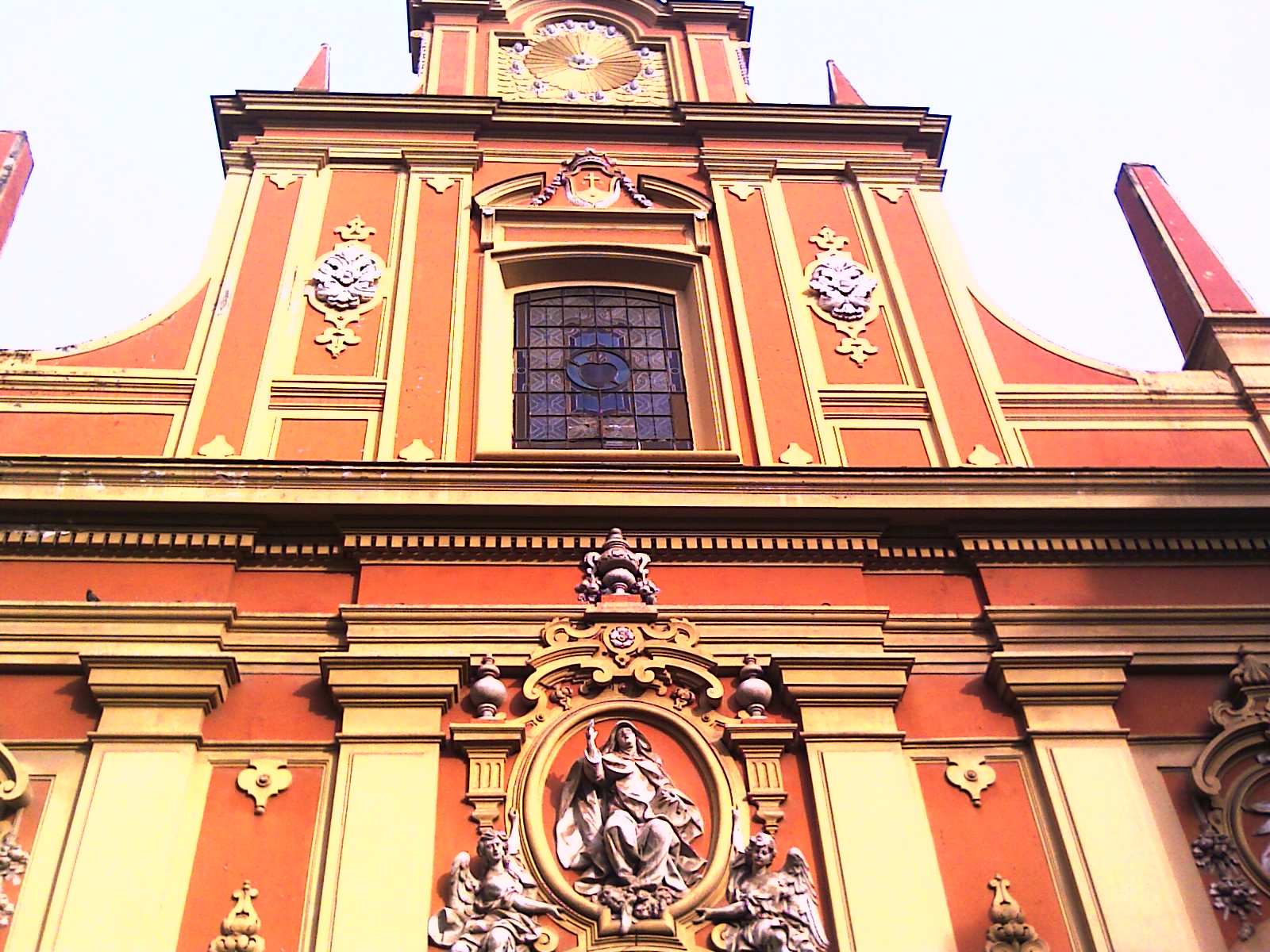
Détail de la façade avec le grand médaillon de sainte Thérèse.

L'église est un bel exemple du baroque napolitain. Elle est bâtie sur une surélévation et on y accède par un double escalier, construit au XIXe siècle, lorsque la percée de la via dei Mille a provoqué la démolition de l'ancien escalier. La façade est ornée de six pilastres doriques et de deux grandes niches, abritant chacune une statue, flanquant la partie centrale occupée en son milieu par un portail de bronze, au-dessus duquel est inscrite la devise de sainte Thérèse: Aut mori aut pati. Le portail, flanqué de chérubins, et les deux niches sont surmontés chacun d'un médaillon. Celui du milieu représente sainte Thérèse et il est soutenu par deux grands anges. Le tout est agrémenté d'une riche décoration de stuc.
La façade présente trois niveaux, les deux niveaux supérieurs étant terminés à chaque bout d'un pinacle; ces quatre pinacles affinent l'impression de verticalité donnée par l'élégante façade. La grande fenêtre du deuxième niveau est surmontée du blason de l'ordre du Carmel couronné d'une croix.

### Intérieur

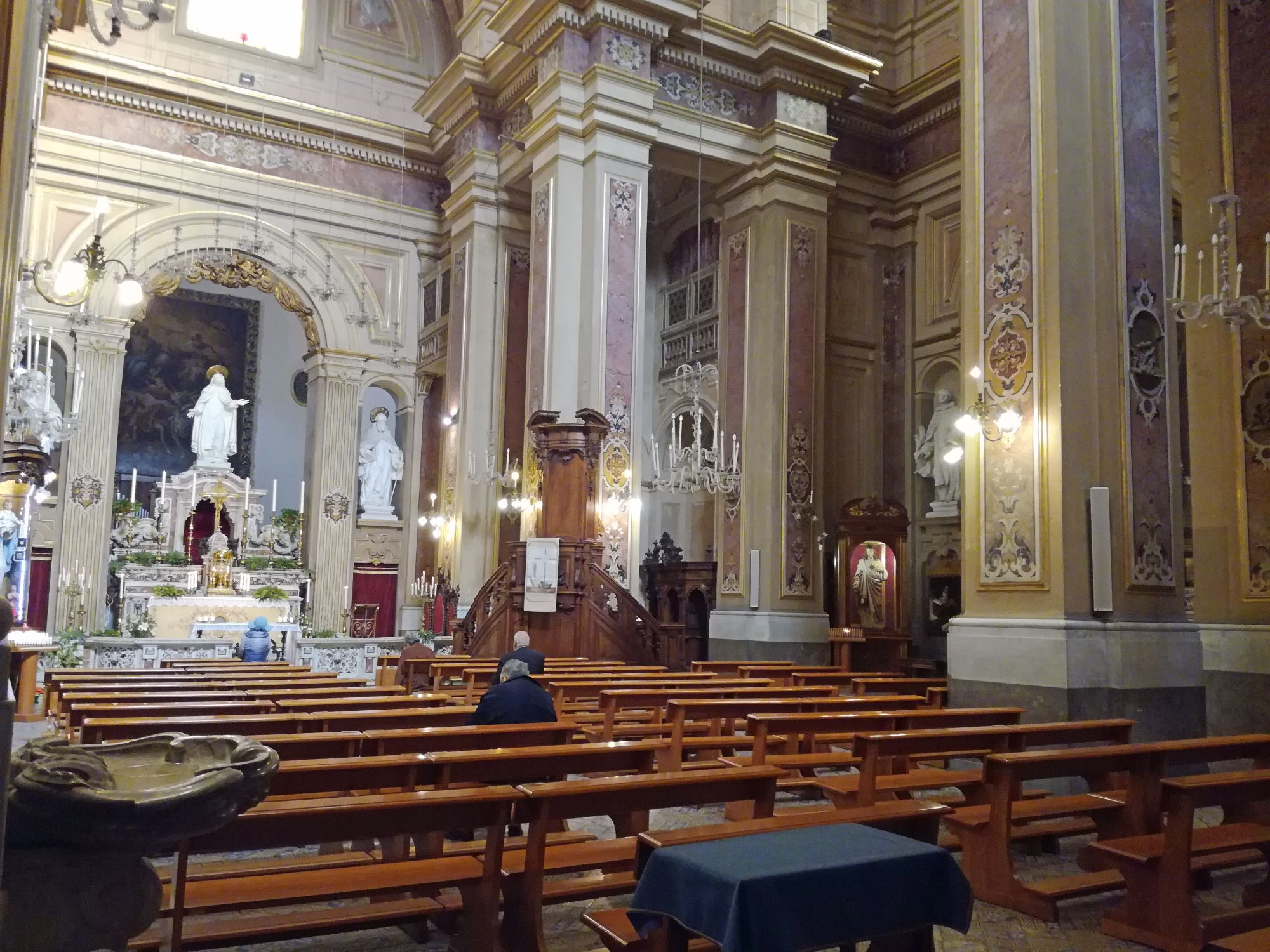
Intérieur de l'église.

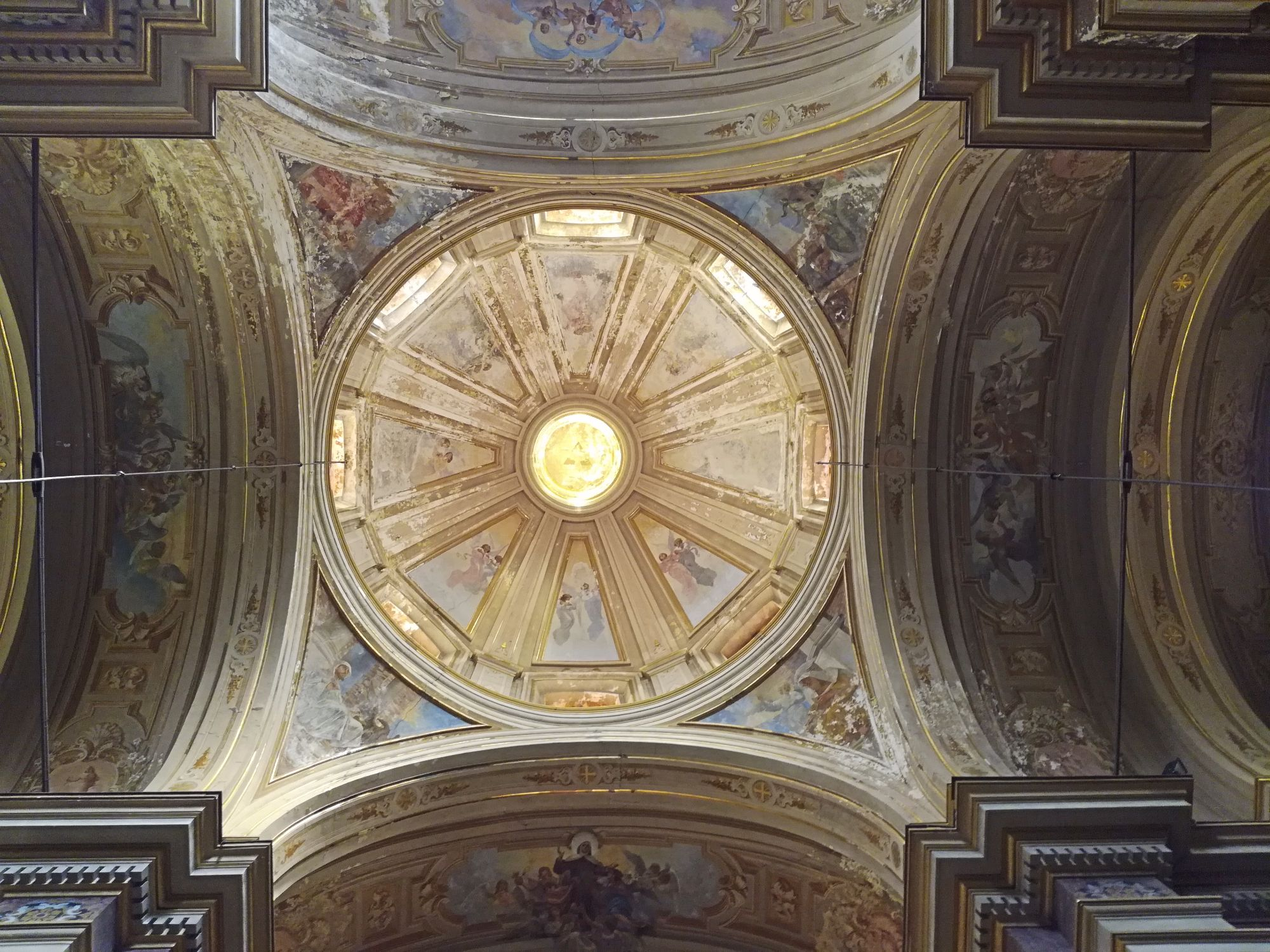
Vue de la coupole, décorée de fresques.

Le plan de l'église s'inscrit dans une croix grecque avec une coupole. On remarque sur le maître-autel une grande statue de sainte Thérèse par Cosimo Fanzago datant de 1664. Elle a été restaurée en 2015 pour le cinq-centième anniversaire de la naissance de la réformatrice du Carmel, co-patronne de Naples.
Les tableaux les plus notables conservés dans cette église sont L'Enfance de la Vierge (1664), Le Repos de la Sainte Famille pendant la fuite en Égypte, Saint Pierre d'Alcantara apparaissant à sainte Thérèse (1667) et Saint Pierre d'Alcantara en train de confesser sainte Thérèse (1667), œuvres de Luca Giordano. Dans la chapelle à droite de l'abside, on peut admirer un tableau de Giacomo Farelli, Notre-Dame du Mont Carmel donne le scapulaire à saint Simon Stock (XVIIe siècle) et sous la tribune une toile d'Andrea Vaccaro, La Crucifixion (XVIIe siècle).

### Source de la traduction
- (it) Cet article est partiellement ou en totalité issu de l’article de Wikipédia en italien intitulé « Chiesa di Santa Teresa a Chiaia » (voir la liste des auteurs).